# Laval-Roquecezière

Laval-Roquecezière este o comună în departamentul Aveyron din sudul Franței. În 1 ianuarie 2022 avea o populație de 294 de locuitori.